# Jacqueline Bisset
Winifred Jacqueline Fraser Bisset (ur. 13 września 1944 w Weybridge) – brytyjska aktorka filmowa i telewizyjna.

## Życiorys
Córka szkockiego lekarza Maxa Frasera Bisseta (zm. 1982) i francuskiej prawniczki Arlette Alexander. Jej matka uczyła ją od dziecka mówić po francusku. W dzieciństwie Jacqueline chciała zostać baletnicą. W 1962 roku ukończyła Lycée français Charles de Gaulle w Londynie. Wówczas zafascynowało ją aktorstwo. Pobierała prywatne lekcje, a w międzyczasie dorabiała jako modelka i kelnerka w chińskiej restauracji.
Swoją karierę aktorską zapoczątkowała epizodem w komedii Richarda Lestera Sposób na kobiety (The Knack ...and How to Get It, 1965). Jednak oficjalnie na wielkim ekranie zadebiutowała w czarnej komedii Romana Polańskiego Matnia (Cul-de-sac, 1966). Wzięła udział w satyrycznej wersji filmów o przygodach Jamesa Bonda Casino Royale (1967) z Peterem Sellersem. Przełom nastąpił jednak rok później, gdy Mia Farrow zrezygnowała z roli Normy MacIver w dramacie kryminalnym Detektyw (The Detective, 1968) z Frankiem Sinatrą, Lee Remick i Robertem Duvallem, którą ostatecznie powierzono Jacqueline. Zaraz po zakończeniu zdjęć wystąpiła w sensacyjnym obrazie Bullitt (1968) u boku Steve’a McQueena, który odniósł ogromny sukces.
Młoda aktorka z dnia na dzień stała się popularna, lecz skomplikowane życie osobiste nie pozwoliło jej wówczas kontynuować kariery. Musiała opiekować się matką, u której zdiagnozowano stwardnienie rozsiane. Od czasu do czasu przyjmowała role w cichych produkcjach. W 1970 roku udało jej się odzyskać dawną pozycję dzięki roli młodej stewardesy Gwen Meighen w świetnie przyjętym dramacie Port lotniczy (Airport, 1970).
Zdobyła uznanie europejskiej krytyki dzięki roli w arcydziele François Truffauta Noc amerykańska (La Nuit américaine, 1973) gdzie wcieliła się w rolę Julie, młodej gwiazdy pogrążonej w depresji. Wystąpiła w produkcjach komercyjnych: Morderstwo w Orient Ekspresie (Murder on the Orient Express, 1974) według powieści Agathy Christie, Kobieta na niedzielę (La Donna della domenica, 1975) z Marcello Mastroiannim i Jeanem-Louisem Trintignantem, Głębia (The Deep, 1977) z Nickiem Nolte i Grecki Potentat (The Greek Tycoon, 1978) z Anthony Quinnem.
Była trzykrotnie nominowana do nagrody Złotego Globu za role: Vickie Cartwright w dramacie Słodka jazda (The Sweet Ride, 1968), postać Natashy O’Brien w czarnej komedii Kto zabił największych szefów kuchni w Europie? (Who Is Killing the Great Chefs of Europe?, 1978) i kreację Yvonne Firmin w dramacie Pod wulkanem (Under the Volcano, 1984).
W latach 80. jej popularność zaczęła słabnąć. Była ozdobą superprodukcji Gdy czas ucieka (When Time Ran Out..., 1980), wcieliła się w postać Liz Hamilton, siostry Candice Bergen w dramacie Bogaci i sławni (Rich and Famous, 1981), zagrała tytułową rolę w telewizyjnej adaptacji powieści Lwa Tołstoja Anna Karenina (1985) z Christopherem Reeve’em oraz Josephine de Beauharnais w miniserialu Warner Bros. Napoleon i Józefina: Historia miłości (Napoleon and Josephine: A Love Story, 1987).
Wystąpiła w roli szefowej wielkiej firmy w melodramacie Dzika Orchidea (Wild Orchid, 1990) u boku Mickeya Rourke’a. Mimo iż sukces był ogromny i film zarobił miliony na całym świecie, krytycy uznali go za pomyłkę roku. Kilka lat później Claude Chabrol obsadził ją w roli burżujskiej gospodyni domowej w dramacie Ceremonia (La Cérémonie, 1995) z Jeanem-Pierre’em Casselem. Pojawiła się jako Frances Shaw w dwóch odcinkach serialu Ally McBeal (2001, 2002), zagrała Jacqueline Kennedy Onasis w telefilmie FOX Amerykański książę: Historia Johna F. Kennedy’ego Jr. (America’s Prince: The John F. Kennedy Jr. Story, 2003) oraz wystąpiła w epizodycznej roli Sophie Wynn u boku Keiry Knightley w thrillerze Tony’ego Scotta Domino (2005).

## Filmografia
- Sposób na kobiety (The Knack, 1965)
- Matnia (Cul-de-sac, 1966) jako Jacqueline
- Drop Dead Darling  (1966)
- Dwoje na drodze (Two for the Road, 1967) jako Jackie
- Casino Royale (1967) jako Miss Googtights
- Sprawa w Kapsztadzie (The Cape Town Affair, 1967) jako Candy
- Bullitt (1968) jako Cathy
- Detektyw (The Detective, 1968) jako Norma MacIver
- The Sweet Ride (1968) jako Vickie
- The First Time (1969) jako Anna
- L’Échelle blanche (1969) jako Wendy
- Port lotniczy (Airport, 1970) jako Gwen Meighen
- Dziewczyna z Las Vegas (The Grasshopper, 1970) jako Christine Adams
- The Mephisto Waltz (1971) jako Paula Clarkson
- Believe in Me (1971) jako Pamela
- Secrets (1971) jako Jenny
- Sędzia z Teksasu (The Life and Times of Judge Roy Bean, 1972) jako Rose Bean
- Stand Up and Be Counted (1972) jako Sheila Hammond
- Noc amerykańska (Nuit américaine, La, 1973) jako Julie
- The Thief Who Came to Dinner (1973) jako Laura
- Le Magnifique (1973) jako Tatiana/Christine
- Morderstwo w Orient Ekspresie (Murder on the Orient Express, 1974) jako hrabina Andrenyi
- Koniec gry (Richter und sein Henker, Der, 1975) jako Anna Crawley
- Kręcone schody (The Spiral Staircase, 1975) jako Helen Mallory
- St. Ives (1976) jako Janet Whistler
- Kobieta na niedzielę (Donna della domenica, La, 1976) jako Anna Carla Dosio
- Głębia (The Deep, 1977) jako Gail Berke
- The Greek Tycoon (1978) jako Liz Cassidy
- Kto wykańcza europejską kuchnię? (Who Is Killing the Great Chefs of Europe?, 1978) jako Natasha
- Amo non amo (1979) jako Louise
- Gdy czas ucieka (When Time Ran Out..., 1980) jako Kay Kirby
- Bogate i sławne (Rich and Famous, 1981) jako Liz Hamilton
- Inchon (1981) jako Barbara Hallsworth
- Klasa (Class, 1983) jako Ellen Burroughs
- Pod wulkanem (Under the Volcano, 1984) jako Yvonne Firmin
- Forbidden (1984) jako Nina von Halder
- Anna Karenina (1985) jako Anna Karenina
- Trudne decyzje (Choices, 1986) jako Marisa Granger
- Pełnia sezonu (High Season, 1987) jako Katherine
- Napoleon i Józefina (Napoleon and Josephine: A Love Story, 1987) jako Josephine de Beauharnais
- La Maison de jade (1988) jako Jane Lambert
- Klasowo-łóżkowe potyczki w Beverly Hills (Scenes from the Class Struggle in Beverly Hills, 1989) jako Clare Lipkin
- Dzika orchidea (Wild Orchid, 1990) jako Claudia
- Pokojówka (The Maid, 1991) jako Nicole
- Rossini! Rossini! (1991) jako Isabella Colbran
- Sprzedam plan napadu na bank (CrimeBroker, 1993) jako Holly McPhee
- Świstaki (Marmottes, Les, 1993) jako Frédérique
- Ceremonia (Cérémonie, La, 1995) jako Catherine Lelievre
- Schyłek lata (End of Summer, 1996) jako Christine Van Buren
- September (1996) jako Pandora
- Spotkanie z nieznajomą (Once You Meet a Stranger, 1996) jako Sheila Gaines
- Uczciwa kurtyzana (Dangerous Beauty, 1998) jako Paola Franco
- Diabeł w czarnym stroju (Let the Devil Wear Black, 1999) jako Helen Lyne
- Jezus (Jesus, 1999) jako Maryja
- Joanna d’Arc (Joan of Arc, 1999) jako Isabelle D’Arc
- Polowanie na czarownice (Witch Hunt, 1999) jako Barbara Thomas
- Cudowna przemiana (Sex & Mrs. X, 2000) jako madame Simone
- U Zarania (In the Beginning, 2000) jako Sara
- Britannic (2000) jako lady Lewis
- The Sleepy Time Gal (2001) jako Frances
- New Year’s Day (2001) jako Geraldine
- Ally McBeal (2001–2002 dwa odcinki) jako Frances Shaw
- Taniec pod księżycem (Dancing at the Harvest Moon, 2002) jako Maggie
- Swing (2003) jako Christine
- Amerykański książę – John F. Kennedy Junior (America’s Prince: The John F. Kennedy Jr. Story, 2003) jako Jacqueline Bouvier Kennedy Onassis
- Dni ostatnie (2003) jako Lila
- Fascynacja (Fascination, 2004) jako Maureen Doherty
- Siła przetrwania (The Survivors Club, 2004) jako Carol Rosen
- The Fine Art of Love: Mine Ha-Ha (2005) jako przełożona
- Domino (2005) jako Pauline Stone, matka Domino
- W rytmie hip-hopu 2 (Save the Last Dance 2, 2006) jako Monique Delacroix
- Bez skazy (Nip/Tuck, 2006) jako James LeBeau
- Pod księżycem Caroliny (Carolina Moon, 2007) jako Margaret Lavelle
- Miłość naznaczona śmiercią (Death in Love, 2008) jako matka
- Magiczne Święto Dziękczynienia (An Old Fashioned Thanksgiving, 2008) jako Isabella Caldwell
- An Old Fashioned Christmas (2010) jako Isabella Caldwell
- Partnerki (Rizzoli & Isles, 2010) jako Constance Isles
- The Last Film Festival (2011) jako gwiazda filmowa
- Two Jacks (2012) jako Diana
- Vivaldi (2011) jako hrabina